# Grayia
Grayia ist eine Pflanzengattung aus der Unterfamilie Chenopodioideae in der Familie der Fuchsschwanzgewächse (Amaranthaceae). Die vier strauchigen Arten kommen in Trockengebieten im Westen der USA vor und sind dort unter den Trivialnamen "siltbush" und "hopsage" bekannt.

## Beschreibung

### Erscheinungsbild und Blätter
Die Grayia-Arten sind Halbsträucher oder Sträucher und erreichen Wuchshöhen von 15 bis 150 Zentimeter. Die verholzenden Sprossachsen wachsen aufrecht oder aufsteigend und sind stark verzweigt. Die Rinde alter Zweige ist graubraun. Junge Zweige sind gerippt oder gestreift und dicht behaart, verkahlen aber später. Die Seitenzweige können in dornigen Spitzen enden. In den Blattachseln befinden sich deutlich hervorstehende, fast kugelige Knospen. 
Die wechselständigen Laubblätter sind sitzend oder am Blattgrund leicht stielartig verschmälert. Die grünen oder grauen, fleischigen oder lederigen Blattspreiten sind bei einer Länge von 6 bis 80 Millimeter und einer Breite von 1,5 bis 42 Millimeter elliptisch, eiförmig, verkehrt-eiförmig, spatelig oder linear-lanzettlich. Die Laubblätter besitzen eine hervorstehende Mittelrippe und einen glatten Blattrand. Besonders im Bereich der Blattspitze sind die Laubblätter oft behaart mit einfachen oder verzweigten Trichomen. Die Blattanatomie entspricht dem "normalen" (nicht-Kranz)-Typ der C3-Pflanzen.

### Blütenstände und Blüten
Die Grayia-Arten sind zweihäusig (diözisch) oder einhäusig (monözisch) getrenntgeschlechtig. In blattachselständigen oder endständigen, scheinährigen oder rispigen, unterbrochenen Blütenständen stehen die männliche Blüten geknäuelt zusammen oder die weiblichen Blüten einzeln. Die männlichen Blüten (ohne Vorblätter) besitzen eine Blütenhülle aus vier bis fünf häutigen, bis zur Mitte verbundenen Tepalen von 1 bis 1,8 Millimeter Länge mit kapuzenartiger Spitze. Vor den Tepalen stehen vier bis fünf Staubblätter, die einem Diskus entspringen. Die Staubbeutel ragen nicht aus der Blüte heraus. Die weiblichen Blüten sitzen zwischen zwei Vorblättern (Brakteolen), sie haben keine Blütenhülle und bestehen nur aus einem Fruchtknoten mit zwei fadenförmigen, herausragenden Narben.
Die Grayia-Arten blühen in ihrem natürlichen Verbreitungsgebiet von März bis Juni.

### Früchte und Samen
Zur Fruchtzeit wachsen die umhüllenden Vorblätter auf 4 bis 15 Millimeter Länge und Breite heran. Sie sind entlang der Mittelrippe gefaltet und fast bis zur Spitze verbunden, was kennzeichnend für die Gattung Grayia ist. Ihre Form ist rund, breit elliptisch oder herzförmig, meistens ganzrandig, manchmal auch wellig oder zu zwei Flügeln vergrößert. Ihre Oberfläche kann flach oder gerippt, kahl oder behaart sein. Die anfangs gelblich-grünen oder sahnefarbigen Brakteolen färben sich zur Fruchtreife rötlich oder rosafarben. Die reife Frucht, die von den Vorblättern umschlossen bleibt, fällt nicht ab. Sie ist kugelförmig, verkehrt-eiförmig oder seitlich zusammengedrückt linsenförmig, ihre häutige Fruchtwand ist frei oder haftet nur locker am Samen. Der vertikal oder horizontal stehende Samen hat eine braune oder gelblich-braune, dünne und häutige Samenschale. Der ringförmige Embryo umgibt das reichlich vorhandene, mehlige Nährgewebe.

### Chromosomensätze
Als Chromosomenzahlen werden 2n = 18 für die diploiden Grayia arizonica und Grayia brandegeei sowie 2n = 36 für die tetraploiden Grayia spinosa und Grayia plummeri angegeben.

## Vorkommen
Die Gattung Grayia ist im Westen der USA heimisch (in Arizona, Kalifornien, Colorado, Idaho, Montana, New Mexico, Nevada, Oregon, Utah, Washington und Wyoming). Sie kommt in ariden und semiariden Regionen vor und wächst auf schwerem bis sandigem Lehm, auf alkalischem oder kaum salzigen Boden. Die Verbreitungsgebiete der einzelnen Arten überlappen zwar, aber die Arten besiedeln jeweils unterschiedliche Lebensräume.

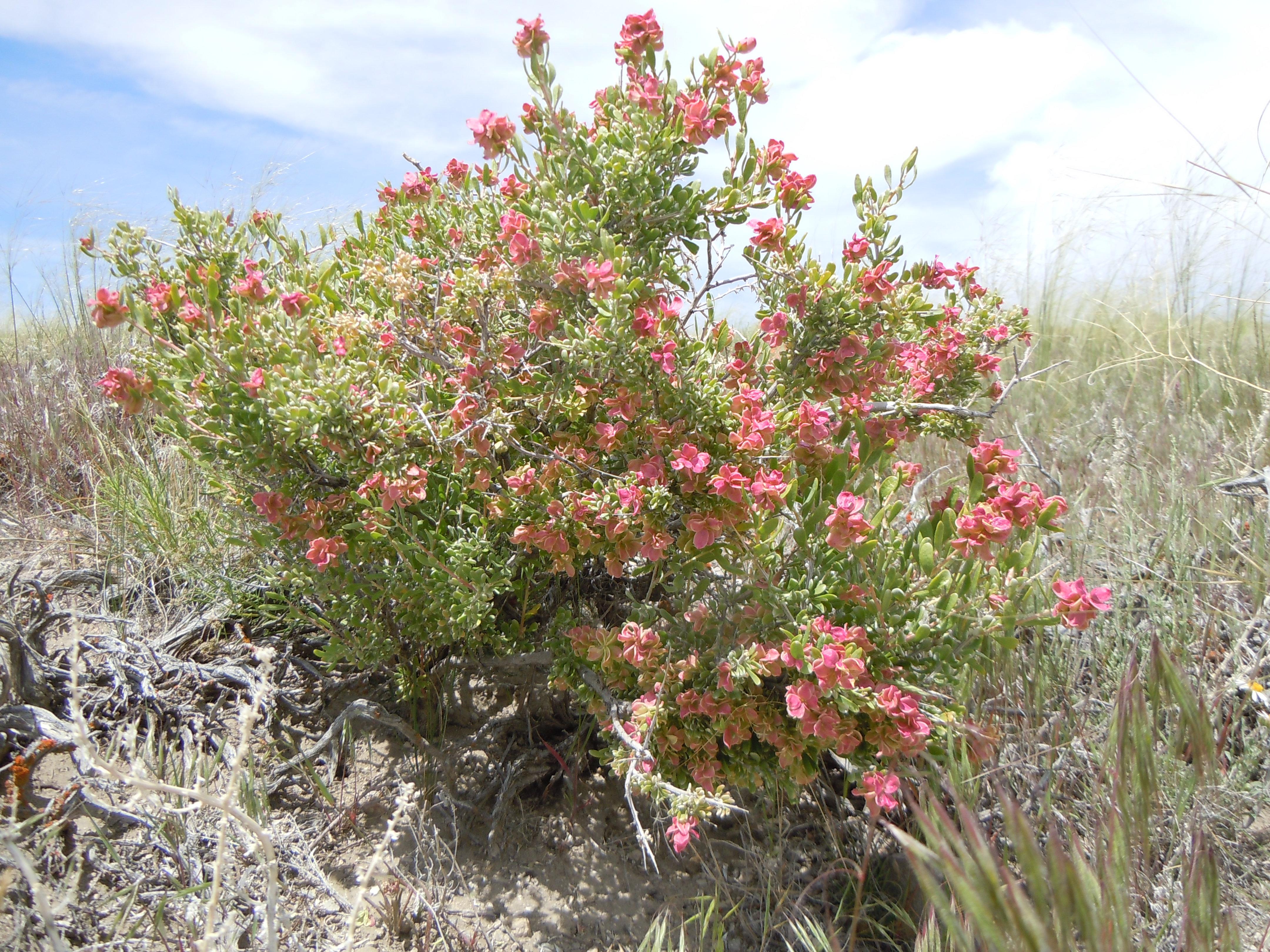
Grayia spinosa

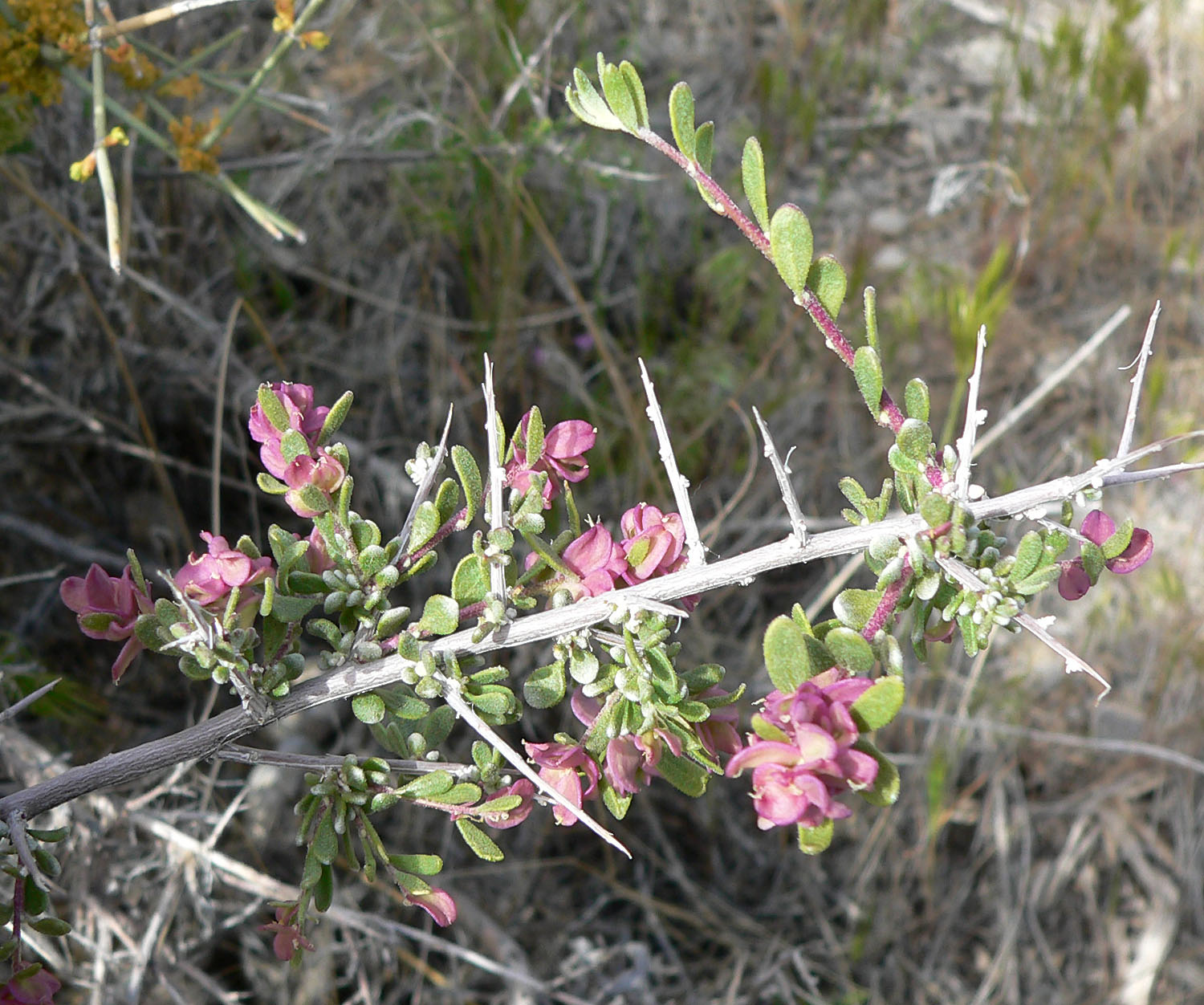
Grayia spinosa

## Systematik
Die Erstbeschreibung der Gattung Grayia erfolgte 1840 durch William Jackson Hooker und George Arnott Walker Arnott (in: The Botany of Captain Beechey's Voyage, S. 387–388). Der Gattungsname ehrt den amerikanischen Botaniker Asa Gray.  Die Gattung umfasste damals nur eine Art, Grayia polygaloides Hook. & Arn. (nom. illeg.), die auf Chenopodium spinosum Hook. zurückgeht und von Alfred Moquin-Tandon 1849 den gültigen Namen Grayia spinosa (Hook.) Moq. erhielt.
Grayia gehört zur Tribus Atripliceae der Unterfamilie Chenopodioideae in der Familie Amaranthaceae. Bis 2010 galt die Gattung als monotypisch. Nach phylogenetischen Untersuchungen gliederten Zacharias & Baldwin (2010) auch die Gattung Zuckia Standl. hier ein.
Damit umfasst die Gattung Grayia vier Arten:
- Grayia arizonica (Standl.) E.H.Zacharias (Syn. Zuckia arizonica Standl., Zuckia brandegeei var. arizonica (Standl.) S.L.Welsh): Diese Art kommt in Arizona und Utah vor und wird als "Arizona siltbush" bezeichnet.
- Grayia brandegeei A.Gray (Syn. Zuckia brandegeei (A.Gray) S.L.Welsh & Stutz): Diese Art kommt in Colorado, Arizona und Utah vor und wird "Brandegee's siltbush" genannt.
- Grayia plummeri (Stutz & S.C.Sand.) E.H.Zacharias (Syn. Grayia brandegeei var. plummeri Stutz & S. C. Sand., Zuckia brandegeei var. plummeri (Stutz & S.C.Sand.) Dorn): Sie kommt in Colorado, Wyoming, New Mexico und Utah vor und ist als "Plummer's siltbush" bekannt.
- Grayia spinosa (Hook.) Moq.: Sie ist weitverbreitet in Colorado, Idaho, Montana, Oregon, Washington, Wyoming, Arizona, Kalifornien, Nevada und Utah; ihr Trivialname ist "spiny hopsage".